# 바르바라 부셰
바르바라 부셰(Barbara Bouchet, 1943년 8월 15일 ~ )는 이탈리아, 독일, 미국의 배우, 무용가, 모델이다.

## 출연 작품
- 칼리버 9: 마피아 워 (2020)
- 이지 (2017)
- 펠리니를 찾아서 (2017)
- 그곳의 날씨 (2015)
- 아웃사이더 - 일 시네마 디 안토니오 마르게리티 (2013)
- 고어 비달의 칼리귤라의 리메이크 예고편 (2005)
- 갱스 오브 뉴욕 (2002)
- 더 스칼렛 앤 더 블랙 (1983)
- 섹스 위드 어 스마일 (1976)
- 고대의 계단 아래 (1975)
- 나의 아들 리코 (1973)
- 레드 퀸은 일곱 번 죽인다 (1972)
- 스위트 채리티 (1969)
- 007 카지노 로얄 (1967)
- 인 함스 웨이 (1965)
- 베드타임 스토리 (1964)
- 글로벌 어페어 (1964)
- 루이자의 선택 (1964)